# Köllnischfeld
Köllnischfeld, bis ins 20. Jahrhundert zumeist als Cöllnisch-Feld geschrieben, ist eine Ortslage der Stadt Springe in Niedersachsen. Mit etwa 312 m ü. NN ist es der höchstgelegene Wohnplatz in der Region Hannover.

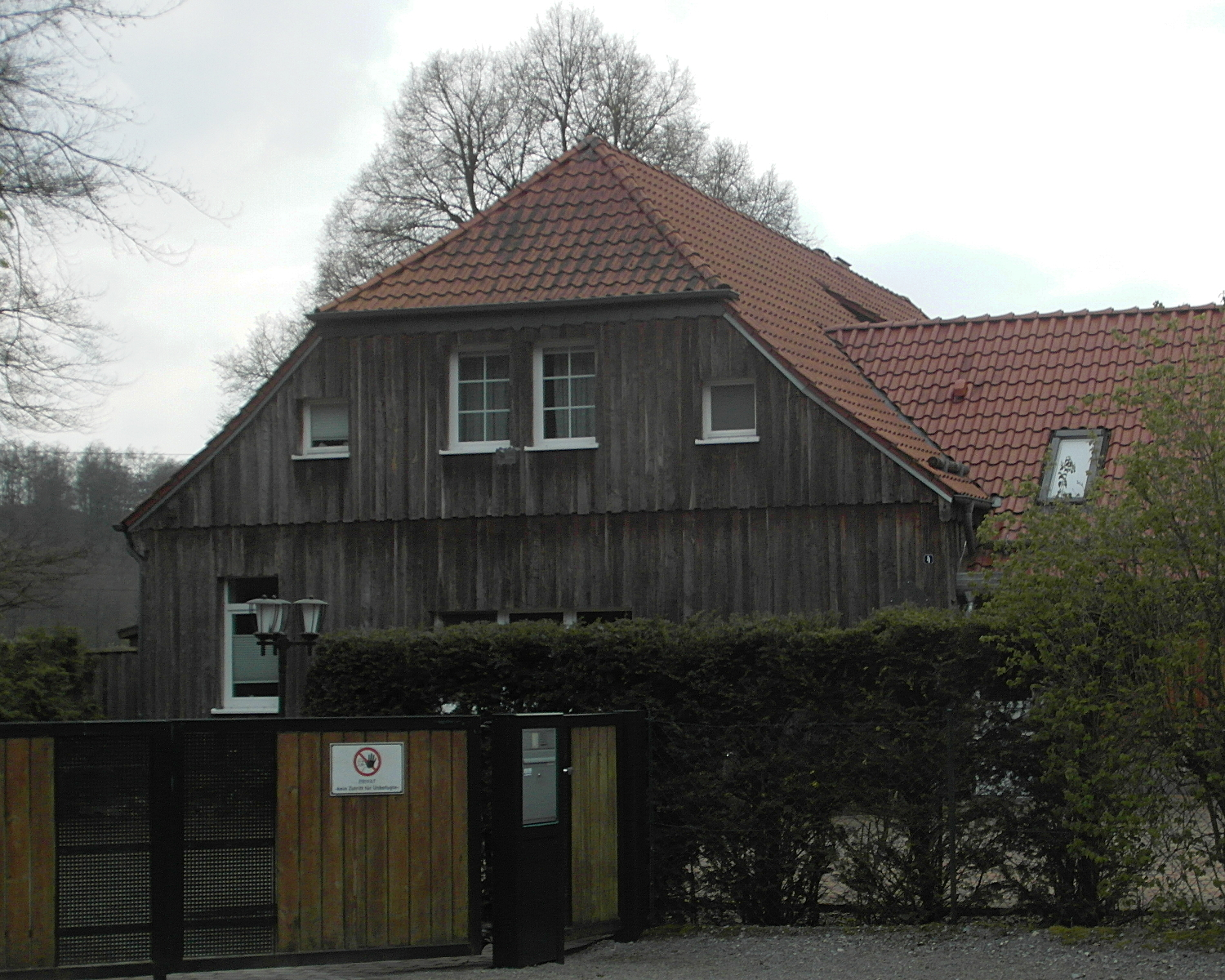
Ehemaliges Ausflugslokal Forsthaus Köllnischfeld

## Geographie
Köllnischfeld liegt etwa 3 km nördlich des Stadtzentrums von Springe auf der Südseite des Deisters in einer Mulde zwischen dem bis zu 405 m ü. NN hohen Deisterkamm mit Bröhn, Feldberg und Hülsebrink im Norden und dem südlichen Deisterausläufer mit Meinsberg und Ebersberg. Am Nordrand der Ortslage entwässert der nach Westen zum Schmeergrund abfließende Flöttenbach mit mehreren kurzen Zuflüssen das Gebiet.

## Geschichte

Heute denkmalgeschütztes Forsthaus (1910)

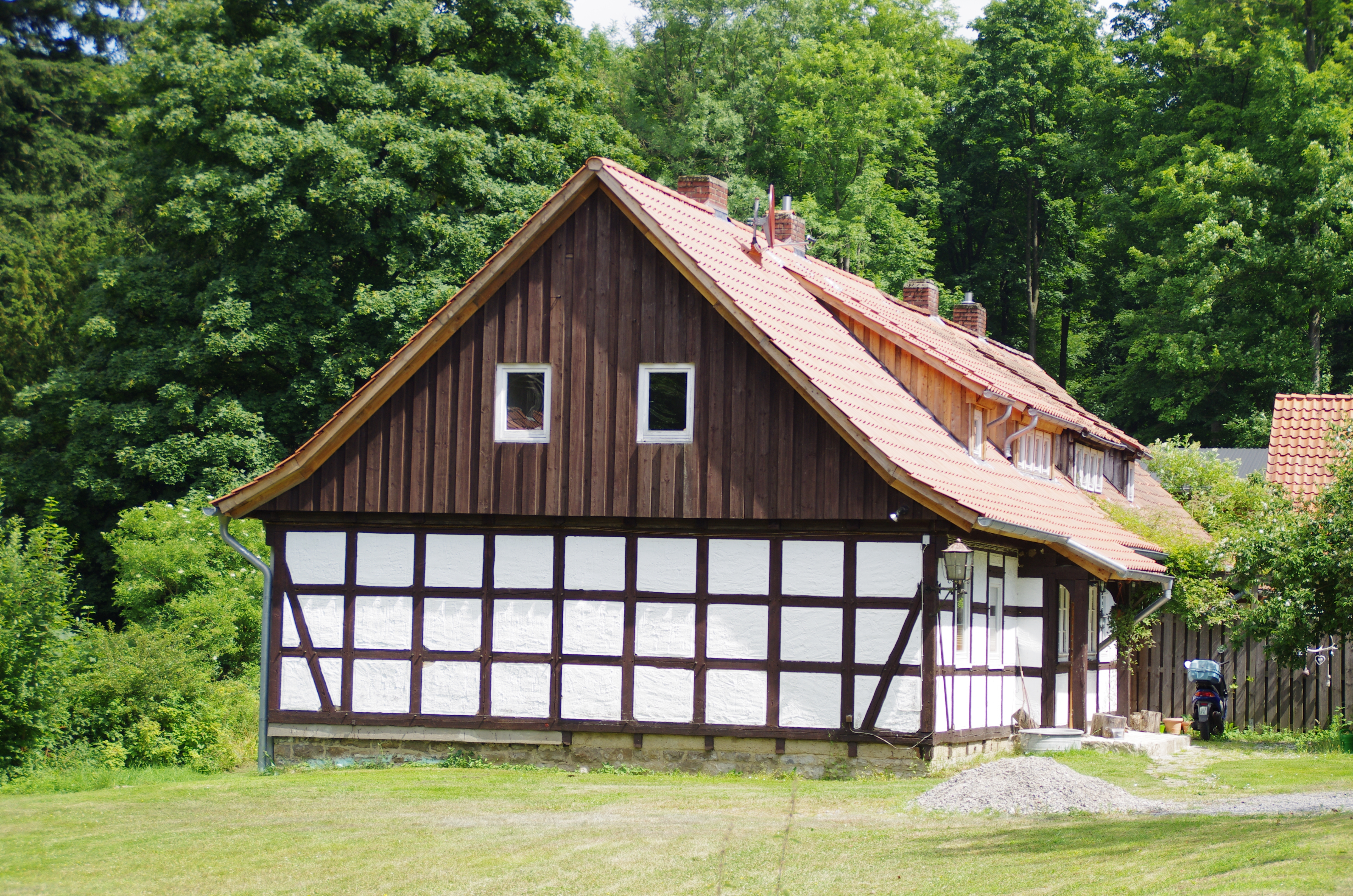
Ehemalige Waldarbeiterwohnhäuser

Der Name „Cöllnisch-Feld“ ist erstmals aus dem Jahr 1434 als ein Feldlager von Truppen des Kölner Erzbischofs Dietrich II. von Moers überliefert. Dieser war damals mit Herzog Friedrich dem Frommen gegen den Bischof von Hildesheim verbündet.
Ein erstes Forsthaus im „Privative Königlichen Hinter-Deister zum Cöllnischen Feld“ wurde 1750/51 gebaut. Zu den Aufgaben des Försters gehörte der Holzverkauf in der herrschaftlichen Forst.
Das Forsthaus war zunächst Sitz eines gehenden, später eines reitenden Försters. Die Besoldung des Försters bestand zum Teil aus Naturalien sowie der Überlassung von Garten- und Weideland. Die Revierförsterei Köllnischfeld gehörte zunächst zum Forstamt Lauenau, dann zum Forstamt Deister und seit 2004 zum Forstamt Saupark. Sitz des Revierförsters ist inzwischen Barsinghausen.
Zur Verwertung von nicht verkäuflichem Holz ließ die königlich hannoversche Regierung 1774 die „Herrschaftliche Köhlerei Hinterdeister zum Cöllnischen Felde“ einrichten. Der Köhler kam aus dem Solling. Jährlich verarbeiten 20 bis 28 Kohlenmeiler etwa 2500 Raummeter Buchenholz zu Holzkohle. Ein Abnehmer war die hannoversche Hofhaltung, der Rest wurde auf herrschaftliche Rechnung verkauft. Wegen mangelnder Rentabilität bei gestiegenen Holzpreisen wurde die Köhlerei 1823 eingeschränkt und 1824 ganz eingestellt.
Im Jahr 1910 hatte der Gutsbezirk Köllnischfeld acht Einwohner. Mit der Auflösung der Gutsbezirke in Preußen kam Köllnischfeld zu Springe.

## Infrastruktur

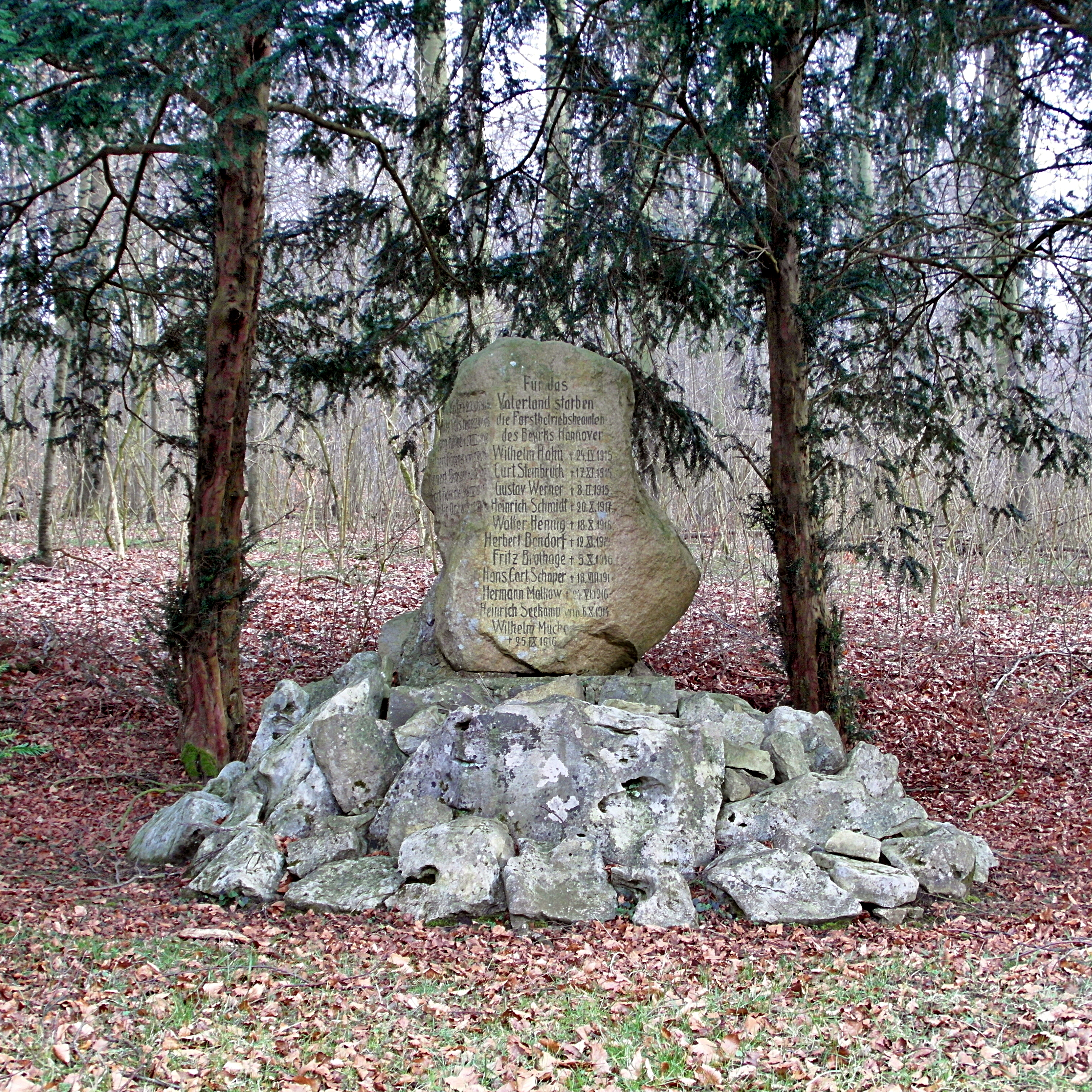
Ehrenmal Köllnischfeld

Eine asphaltierte Straße führt von Springe nach Köllnischfeld. An der Straße liegen in und einige 100 m vor Köllnischfeld zwei Parkplätze, jeweils mit einer Deisterkarte zur Orientierung.
Der Großraum-Verkehr Hannover stellte das Angebot eines Anruf-Sammel-Taxis zwischen dem Bahnhof Springe und Köllnischfeld nach zweijähriger Erprobung Ende 2016 mangels Nachfrage ein.
Die heute als Forst- und Wanderweg dienende alte Münder Heerstraße von Bad Münder nach Wennigsen verläuft in West-Ost-Richtung durch Köllnischfeld.
Der Europäische Fernwanderweg E1 passiert Köllnischfeld in Nord-Süd-Richtung.
Die traditionelle Ausflugsgaststätte „Forsthaus Köllnischfeld“ an der Kreuzung beider Wege ist seit 1999 geschlossen und dient nach einigen Jahren Leerstand als Wohnhaus.

## Sehenswürdigkeiten
Drei der Springer Baudenkmale stehen in Köllnischfeld:
- Wohnhaus
- Waldarbeiterhäuser
- Ehrenmal – Ein unbehauener Findling auf einem Sockel aus Bruchsteinen, dahinter eine Eibengruppe. Errichtet 1920 für die im 1. Weltkrieg gefallenen Forstbetriebsbeamten des Bezirks Hannover.[7]

Weitere Denkmale bei Köllnischfeld sind die Bussche-Eiche mit einem Gedenkstein zu Ehren des preußischen Oberlandforstmeisters von dem Bussche an der Münder Heerstraße. Gut einen Kilometer südwestlich beim Europäischen Fernwanderweg erinnert der Jagdstein aus dem Jahr 1841 an König Ernst August, der an dieser Stelle am Meinsberg bei einer Jagd 32 Tiere erlegte.

## Natur

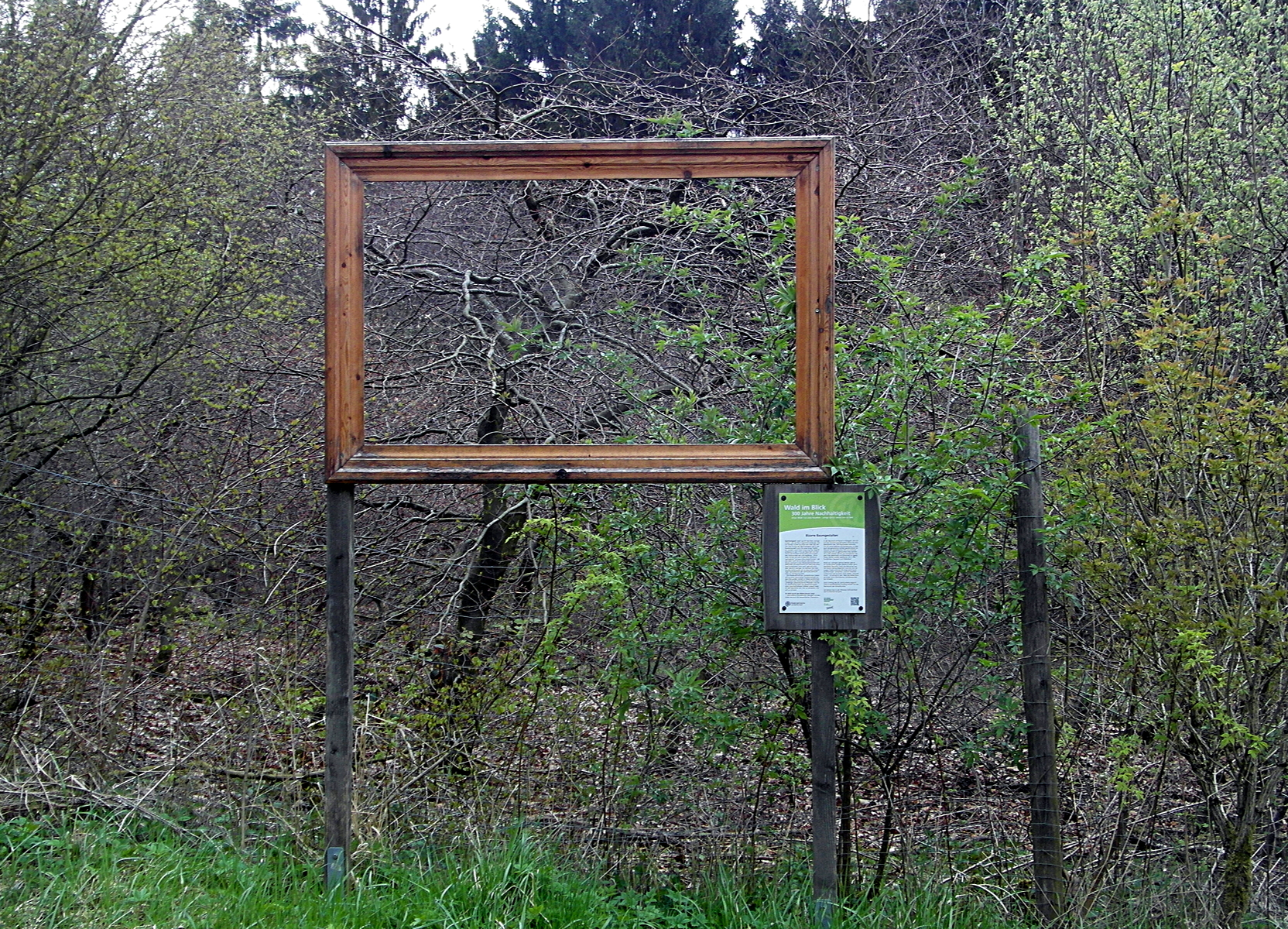
Süntelbuchenpräsentation bei Köllnischfeld

Köllnischfeld liegt im Landschaftsschutzgebiet Süddeister. Die Revierförsterei präsentiert am Europäischen Fernwanderweg etwa 500 m südsüdwestlich von Köllnischfeld eine Pflanzung mit jungen Süntelbuchen als naturnahen Waldrandbewuchs. Etwa einen Kilometer südwestlich von Köllnischfeld erstreckt sich am gleichen Weg im einstigen königlichen Jagdrevier der Naturwald Meinsberg, der innerhalb des Naturschutzgebietes „Köllnischfeld“ liegt.

## Wintersport
Der Ski-Club Springe unterhält bei Köllnischfeld im Winter eine 6,5 km lange manuell angelegte Loipe. Nachdem die seit 1982 angelegten Strecken am Meinsberg aus Naturschutzgründen nicht mehr genutzt werden durften, steht seit 2017 eine neue Rundstrecke auf 330 bis 375 m ü. NN zur Verfügung.

## Persönlichkeiten
- Sebastian Krüger (* 1963), Maler